# Camp Hughes
Le camp Hughes est un ancien terrain d'entrainement militaire situé à North Cypress-Langford (en) au Manitoba (Canada) située à l'ouest de la ville de Carberry. Il a été utilisé comme terrain d'entrainement entre 1909 et 1934 et comme poste de communication entre les années 1960 et 1991. 
Cet ancien camp militaire de la Première Guerre mondiale comprend l'un des réseaux de tranchées les mieux préservés hors du front européen. Il a été désigné site du patrimoine provincial en 1994 par la province du Manitoba et désigné lieu historique national en 2011 par la commission des lieux et monuments historiques du Canada,.